# IR Возничего
IR Возничего (лат. IR Aurigae) — двойная затменная переменная звезда (E) в созвездии Возничего на расстоянии (вычисленном из значения параллакса) приблизительно 19530 световых лет (около 5988 парсеков) от Солнца. Видимая звёздная величина звезды — от менее +17m до +16,5m.

## Характеристики
Первый компонент — жёлто-оранжевая звезда спектрального класса K-G. Эффективная температура — около 4956 К.